# Tufillo
Tufillo község (comune) Olaszország Abruzzo régiójában, Chieti megyében.

## Fekvése
A megye délkeleti részén fekszik. Határai: Celenza sul Trigno, Dogliola, Mafalda, Montemitro, Palmoli és San Felice del Molise.

## Története
Első írásos említése a 14. századból származik. A következő századokban nemesi birtok volt. Önállóságát a 19. század elején nyerte el, amikor a Nápolyi Királyságban felszámolták a feudalizmust.

## Népessége
A népesség számának alakulása:

## Főbb látnivalói
- Palazzo Marchesale dei Bassano
- Santa Giusta-templom
- San Vito-tenmplom